# Mattias Johansson
Mattias Erik Johansson (Jönköping, 16 febbraio 1992) è un calciatore svedese, difensore del Nikī Volo.

## Carriera
Messosi in mostra nel Kalmar, il 27 gennaio 2012 l'AZ Alkmaar ufficializza l'acquisto di Mattias Johansson dal club svedese.
All'AZ rimane per cinque stagioni e mezzo, prima di passare ai greci del Panathīnaïkos dove resta per tre anni. Nell'annata 2020-2021 è di scena in Turchia al Gençlerbirliği, mentre tra l'estate del 2021 e quella del 2023 veste la maglia del Legia Varsavia in Polonia.
Rimasto svincolato per qualche mese, nel marzo 2024 Johansson torna a far parte di una squadra svedese con il passaggio all'IFK Göteborg seppur con un contratto di breve durata valido fino al successivo 31 luglio, il quale non viene poi rinnovato dalla dirigenza.
Dall'agosto 2024 fa parte del club greco del Larissa. Vi rimane pochi mesi, nei quali disputa cinque gare di campionato, prima di rescindere nel gennaio 2025.

## Palmarès

### Club

#### Competizioni nazionali
- Coppa dei Paesi Bassi: 1

AZ Alkmaar: 2012-2013
- Coppa di Polonia: 1

Legia Varsavia: 2022-2023